# 華竜区
華竜区（かりゅう-く）は中華人民共和国河南省濮陽市に位置する市轄区。

## 行政区画
- 街道:中原路街道、勝利路街道、建設路街道、人民路街道、大慶路街道、黄河路街道、任丘路街道、長慶路街道、濮東街道、昆吾路街道、皇甫路街道、開州街道
- 鎮:岳村鎮、王助鎮
- 郷:孟軻郷、胡村郷、新習郷